# Clement C. Dickinson

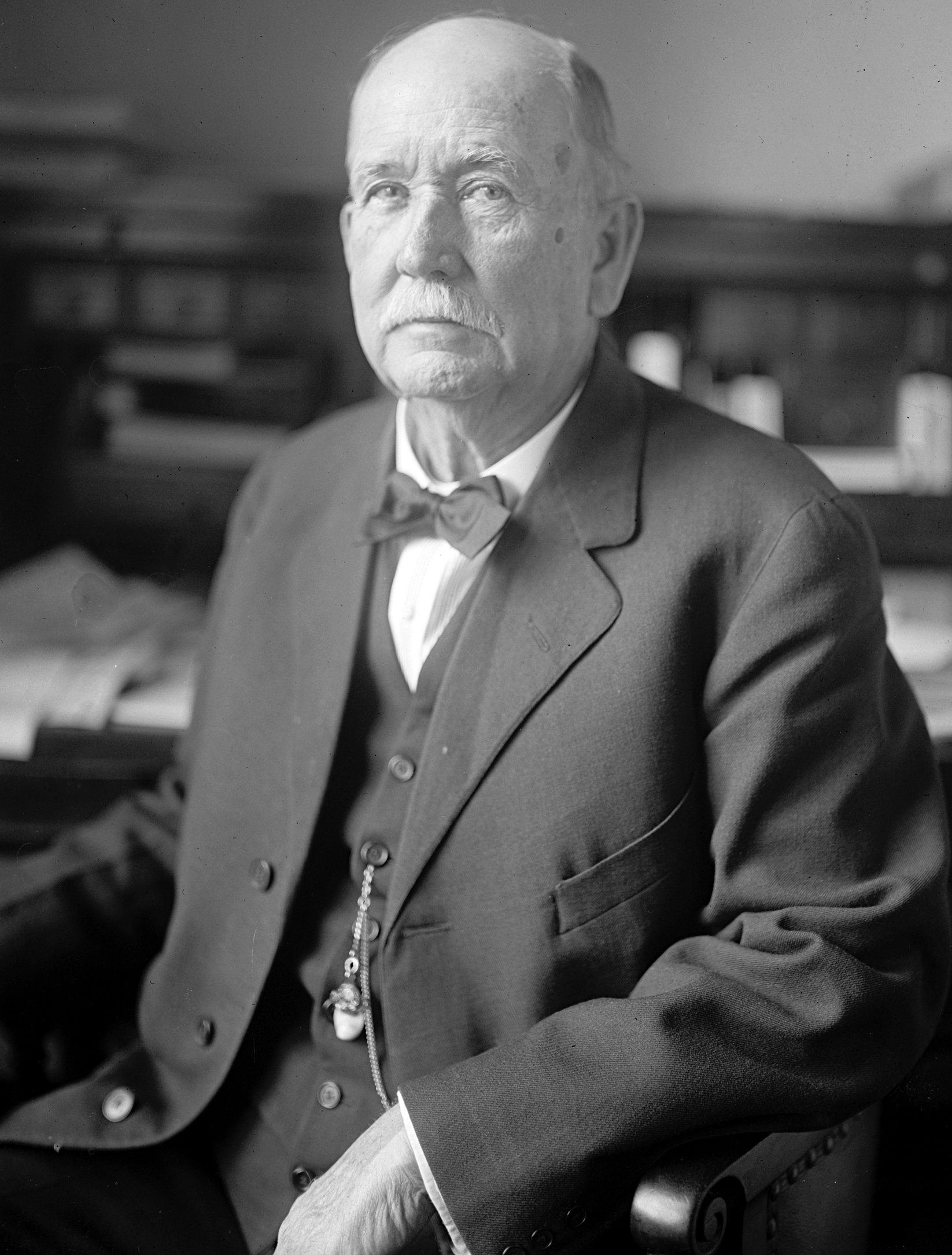
Clement C. Dickinson (1923)

Clement Cabell Dickinson (* 6. Dezember 1849 im Prince Edward County, Virginia; † 14. Januar 1938 in Clinton, Missouri) war ein US-amerikanischer Politiker. Zwischen 1910 und 1935 vertrat er mehrfach den Bundesstaat Missouri im US-Repräsentantenhaus.

## Werdegang
Clement Dickinson genoss eine private Schulausbildung. Danach besuchte er bis 1869 das Hampden-Sydney College in Virginia. In den Jahren 1869 bis 1872 arbeitete er als Lehrer in den Staaten Virginia und Kentucky. Seit September 1872 war er in Clinton (Missouri) ansässig, wo er zunächst auch als Lehrer tätig wurde. Nach einem anschließenden Jurastudium und seiner 1875 erfolgten Zulassung als Rechtsanwalt begann er dort dann in seinem neuen Beruf zu praktizieren. Zwischen 1877 und 1882 war er Bezirksstaatsanwalt im Henry County; von 1882 bis 1884 fungierte er als städtischer Anwalt in Clinton.
Politisch war Dickinson Mitglied der Demokratischen Partei. In den Jahren 1900 bis 1902 saß er als Abgeordneter im Repräsentantenhaus von Missouri; von 1902 bis 1906 gehörte er dem Staatssenat an. Zwischen 1907 und 1913 war er Vorstandsmitglied der State Normal School in Warrensburg. Nach dem Tod des Abgeordneten David A. De Armond wurde Dickinson bei der fälligen Nachwahl für den sechsten Sitz von Missouri als dessen Nachfolger in das US-Repräsentantenhaus in Washington, D.C. gewählt, wo er am 1. Februar 1910 sein neues Mandat antrat. Nach fünf Wiederwahlen konnte er bis zum 3. März 1921 im Kongress verbleiben. In diese Zeit fielen der Erste Weltkrieg sowie die Ratifizierung des 16., des 17., des 18. und des 19. Verfassungszusatzes. Im Jahr 1920 wurde Dickinson nicht bestätigt.
Bei den Kongresswahlen des Jahres 1922 wurde er dann erneut im sechsten Distrikt von Missouri in das US-Repräsentantenhaus in Washington gewählt, wo er am 4. März 1923 die Nachfolge des Republikaners William O. Atkeson antrat, der ihn zwei Jahre zuvor abgelöst hatte. Nach zwei Wiederwahlen konnte er bis zum 3. März 1929 drei weitere Legislaturperioden im Kongress verbringen. Im Jahr 1928 unterlag er dem Republikaner Thomas Jefferson Halsey. Bei den Wahlen des Jahres 1930 wurde Dickinson erneut in das US-Repräsentantenhaus gewählt, wo er am 4. März 1931 Halsey wieder ablöste. Nach einer Wiederwahl im Jahr 1932 konnte er bis zum 3. Januar 1935 im Kongress verbleiben. Seit 1933 vertrat er dort als Nachfolger von Robert Davis Johnson den siebten Bezirk seines Staates. Im Jahr 1933 wurden der 20. und der 21. Verfassungszusatz ratifiziert. Seit 1933 wurden die ersten New-Deal-Gesetze der Bundesregierung unter Präsident Franklin D. Roosevelt vom Kongress verabschiedet.
Im Jahr 1934 wurde Clement Dickinson von seiner Partei nicht mehr zur Wiederwahl nominiert. Nach seinem Ausscheiden aus dem US-Repräsentantenhaus arbeitete er wieder als Anwalt. Er starb am 14. Januar 1938 in Clinton.